# C/1947 S1 (Bester)
C/1947 S1 (Bester) – kometa jednopojawieniowa odkryta przez Michiela J. Bestera 24 września 1947 roku. Kometa nie powróci już w pobliże Słońca.

## Orbita komety
Orbita komety C/1947 S1 (Bester) ma kształt hiperboli o mimośrodzie 1,00036. Jej peryhelium znajduje się w odległości 0,75 j.a. od Słońca i kometa przeszła przez nie 16 lutego 1948 roku. Nachylenie orbity względem ekliptyki to wartość 140,6˚.